# Gamasomorpha plana
Gamasomorpha plana là một loài nhện trong họ Oonopidae.
Loài này thuộc chi Gamasomorpha. Gamasomorpha plana được Eugen von Keyserling miêu tả năm 1883.